# Schußfahrt (1969)
Schußfahrt (Originaltitel: Downhill Racer) ist ein US-amerikanischer Spielfilm aus dem Jahr 1969.

## Handlung
Der extrem ehrgeizige US-Skirennläufer David Chappellet, der um jeden Preis olympisches Gold holen will, fällt auch durch Undiszipliniertheit und Frauengeschichten auf. Trotzdem ruhen alle amerikanischen Hoffnungen für das Abfahrtsrennen auf der Streif auf seinen Schultern.
Karl Schranz doubelte Robert Redford, wobei der Filmheld Rennen um Rennen gewann.

## Kritiken
„Der Film bietet faszinierende Aufnahmen von Ski-Abfahrten und eine große Starbesetzung, aber der Versuch, auch die menschlichen Konflikte deutlich zu machen, ist nicht gelungen.“